# Susanne Albrecht
Susanne Albrecht (ur. 1 marca 1951 w Hamburgu) – niemiecka terrorystka lewicowa, działaczka Frakcji Czerwonej Armii (RAF).
Córka Hansa-Christiana Albrechta, znanego specjalisty od prawa morskiego w Hamburgu. Po maturze w 1971 studiowała pedagogikę, socjologię i psychologię na Uniwersytecie w Hamburgu. Zaangażowała się wówczas w ruch studencki, poznała Ralfa Baptiste Friedricha oraz Christiana Klara. Przyłączyła się do szeregów RAF. Jednocześnie zdała egzaminy państwowe na nauczycielkę.
Jest odpowiedzialna za przygotowanie zamachu na Jürgena Ponto – prezesa Dresdner Banku – 30 lipca 1977. W latach 1978–1979 przebywała w obozie palestyńskim w Jemenie. 25 czerwca 1979, wraz z innymi członkami RAF (Werner Lotze, Rolf Clemens Wagner), dokonała zamachu na generała Alexandra Haiga.
W 1980 wyjechała do NRD. Żyła tam pod zmienionym nazwiskiem, wyszła za mąż i urodziła dziecko. Żyła w Chociebużu. Pracowała jako tłumaczka i chemiczka. Po tym, jak została rozpoznana, przeprowadzała się do Köthen (Anhalt) i Berlina. Wreszcie wyjechała do ZSRR.
Została aresztowana w 1990 w Berlinie i skazana. Po wyjściu z więzienia w 1996 pracowała jako nauczycielka, mimo protestów opinii publicznej.